# Synagoga Jochanan ben Zakai w Jerozolimie
Synagoga Jochanan ben Zakai w Jerozolimie (hebr. ‏בית הכנסת יוחנן בן זכאי‎) – synagoga znajdująca się w Dzielnicy Żydowskiej Starego Miasta w Jerozolimie, wchodząca w skład tzw. czterech synagog sefardyjskich. Uznawana jest za najważniejszą sefardyjską synagogę Jerozolimy.
Według legendy synagoga, zwana też Kahal Kadosz Gadol, powstała na miejscu bejt midraszu rabina Jochanana ben Zakaja.
Budynek powstał na początku XVII wieku, swój obecny wygląd zawdziędza przebudowie z 1835 roku. Synagoga została wybudowana na pozostałościach średniowiecznych budynków. Wewnątrz synagogi znajdują się dwa aron ha-kodesze, tylko jeden jest jednak używany, bima znajduje się w jej centrum. Okna synagogi wykonane są w stylu mauretańskim, jej sklepienie ma kształt kopuły. Synagoga skierowana jest w kierunku Wzgórza Świątynnego.
Od końca XIX wieku synagoga używana jest jako miejsce ceremonii mianowania (koronacji) sefardyjskiego naczelnego rabina Izraela.
Synagoga podczas I wojny izraelsko-arabskiej w 1948 roku i w okresie rządów jordańskich została zdewastowana. Po wojnie sześciodniowej i odzyskaniu przez Izrael kontroli nad Starym Miastem synagoga została odnowiona i ponownie oddana do użytku.
Istniejące obok synagogi Emtsai, Eliahu Ha’navi i Stambulska były pierwotnie dziedzińcami synagogi Jachanan ben Zakai.